# Armenia en los Juegos Paralímpicos de París 2024
Armenia estuvo representada en los Juegos Paralímpicos de París 2024 por tres deportistas, dos hombres y una mujer. El equipo paralímpico armenio no obtuvo ninguna medalla en estos Juegos.